# Pelton-turbina

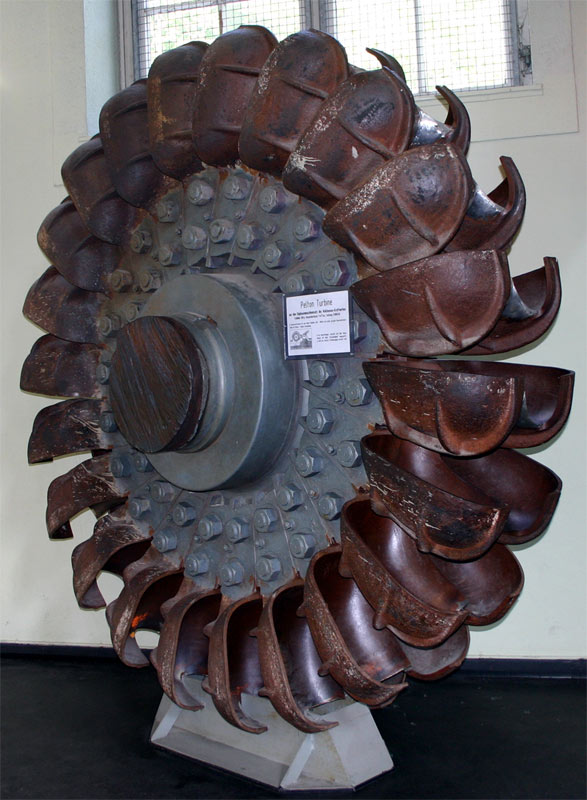
Pelton-kerék Walchensee, Németország vízerőmű.

Pelton-turbina vagy Pelton-kerék az egyik legjobb hatásfokú (85-90 %) vízturbina. Szabadsugár-turbina, amely a folyadéksugár impulzusát használja fel arra, hogy energiát nyerjen belőle Newton második törvénye alapján.

## Működése
A Pelton-kerék tangenciális áramlású impulzus turbina, a víz a forgórész érintőjének irányába áramlik. A fúvóka erős vízsugarat irányít a kanál alakú lapátokra, melyek a járókerék kerülete mentén helyezkednek el. Mindegyik lapát megfordítja a vízáram irányát, majd energiáját elveszítve elhagyja azt. Az eredményezett impulzus hajtja a turbinát. A lapátokat párban szerelik, hogy a kerékre ható erők a szimmetria miatt egyensúlyban legyenek, és biztosítsák, hogy az erőátadás sima és hatékony legyen a vízsugár és a járókerék között. A Pelton-turbina legjobb hatásfokát nagy esések esetén éri el. 
Mivel a víz összenyomhatatlan közeg, a rendelkezésre álló energiát egyetlen fokozatban ki lehet nyerni, szemben az összenyomható közegben működő használó turbinákkal (gőzturbina, gázturbina), ahol a gazdaságos működéshez több fokozatra van szükség.

## Története
Lester Allan Pelton, ács és malomépítő találta fel a Pelton-kereket 1879-ben, amikor Kaliforniában dolgozott. 1880-ban kapta meg első szabadalmát. Az első Pelton-kerék Camptonville-ben (Kalifornia) van kiállítva.
Több meseszerű történet fűzödik a feltaláláshoz: 
Az egyik történet szerint Pelton úgy találta fel turbináját, hogy megfigyelte, hogy ömlik ki a víz a tehén orrlukain, amikor a patakból iszik.
A másik történet szerint egyszer egy vízikereket javított, amikor véletlenül kiszabadult a tengelye munka közben. Amikor a vízsugár eltalálta a lapátot, visszafordította (ahelyett, hogy megtöltötte volna a kanalat), Pelton megfigyelte, hogy a vízsugár visszafordítása felgyorsította a kerék forgását.

## Alkalmazás

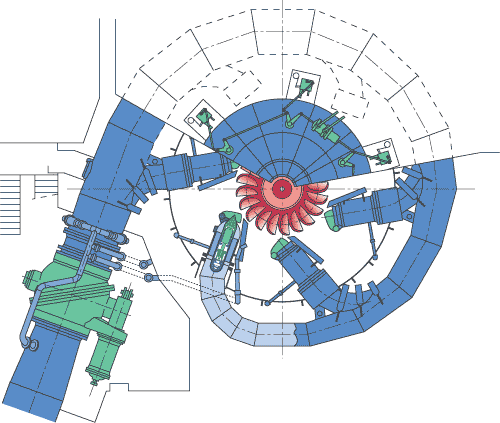
Pelton-turbina beépítési vázlata (Voith Siemens Hydro Power Generation engedélyével).

Pelton-turbinákat nagy esésnél és kis vízhozamnál alkalmazzák leggyakrabban. Ennek ellenére a legkülönbözőbb méretekkel készülnek. Vannak több tonnás függőleges tengelyű Pelton-kerekek, melyek hatalmas generátoraikkal siklócsapágyak olajfilmjén futnak. A legnagyobb egységek teljesítménye eléri a 200 MW-ot. A legkisebb Pelton-kerekek járókereke mindössze néhány cm-es átmérőjű, házi vízvezetékhez hasonló csöveken keresztül percenként néhány liter vízmennyiségű hegyi patakokból nyernek energiát, de ezek a kicsi egységek hozzáfolyásának harminc méteres vagy ennél nagyobb esése van. A vízhozamtól és a konstrukciótól függően a Pelton-turbinák 15 métertől 1800 méteres esést tudnak feldolgozni.
Általában ahogy az esés nő, egyre kisebb vízhozam mellett érhető el ugyanakkora teljesítmény.
Minden telepnek megvan a saját leggazdaságosabb nyomása, sebessége és vízárama. Általában a kis egységek tipizált méretsorba tartoznak, a sor valamelyik tagját építik be egyedi hozzáfolyó és elfolyó vezeték építésével. A kis turbinák némiképp változtathatóak a fúvókák számának megváltoztatásával, és különböző átmérőjű járókerék választásával. A nagy gépeket mindig egyedileg tervezik, hogy illeszteni lehessen egy tipizált generátor-sor megfelelő tagját. 
A kis házi erőművek vizét az energiatermelés mellett mosó és mosdó víz céljából is fel lehet használni, vagy állatok itatására.
Olyan helyeken, ahol a lakossági ivóvíz eléggé olcsó, Pelton-kerék segítségével az ivóvízből is energia nyerhető. A legtöbb Pelton-turbina szabályozható. Ez a fordulatszámot a vízmennyiség befolyásolásával tartja közel állandó értéken, a fordulatszámot a turbinához kapcsolt váltóáramú generátor által előállított áram frekvenciája szabja meg.

## Lásd még
- Vízturbina
- Turbina (erőgép)
- Vízerőmű

## Külső hivatkozások
- NASA honlap
- MicroHydroPower Pelton Information